# Le acrobate
Le acrobate è un film del 1997 diretto da Silvio Soldini.

## Trama
Elena ha quarant'anni, vive a Treviso ed è chimica in una ditta di cosmetici, è divorziata senza figli e convive con un uomo, Stefano, diviso anche lui dalla moglie. Elena vive un'esistenza tormentata perché non trova più un senso alle sue giornate quando, una sera, tornando a casa dal lavoro, investe Anita, un'anziana donna di origini slave. Elena si offre di prendersi cura di lei, affascinata dalla sua forte personalità, tanto da aiutarla con la spesa e a seppellire il suo defunto gatto. Dopo la morte della donna, cercando di riordinare la casa, Elena trova delle cartoline inviate da Taranto e, pensando che il mittente sia un parente di Anita, decide di rintracciarlo. A Taranto conoscerà Maria, un'amica di Anita, e la sua figlioletta Teresa, affascinata dal Nord. Maria ed Elena si ritroveranno così amiche, acrobate sul filo del destino, condividendo insieme la necessità di dare un senso più profondo alle loro vite e mettendosi in viaggio per vedere il Monte Bianco.

## Produzione
Il film è stato girato a Treviso e soprattutto a Taranto; in particolare, nella città pugliese si riconoscono il Mar Piccolo, il quartiere Bestat con la Concattedrale e la Salinella, poi il Ponte di Porta Napoli, Via Erasmo Iacovone, Piazzale Paolo Borsellino, poi le vie del centro (Via d'Aquino, Piazza Fontana), con gioiellerie e boutique. A Treviso si intravedono Via Tolpada, Piazza Rinaldi, Piazza Silvio Trentin, Piazza Pola e Via Fratelli Bianchin a Postioma.
Il titolo del film è ispirato a "Le Acrobate", tre statuine di terracotta della Magna Grecia esposte al Museo archeologico nazionale di Taranto. Da notare che tra gli interpreti è inserita Teresa Saponangelo, attrice nata proprio a Taranto, insieme ad altri attori pugliesi come Leo Pantaleo e Manrico Gammarota.

## Riconoscimenti
- 1998 - David di Donatello
  - Nomination Migliore attrice protagonista a Valeria Golino
  - Nomination Migliore fotografia a Luca Bigazzi
- 1998 - Nastro d'argento
  - Nomination Regista del miglior film a Silvio Soldini
- 1997 - Grolla d'oro
  - Miglior attrice a Valeria Golino
- 1997 - Festival di Locarno
  - Nomination Pardo d'Oro a Silvio Soldini